# جیم ودربرن
جیم ودربرن (انگلیسی: Jim Wedderburn؛ زادهٔ ۲۳ ژوئن ۱۹۳۸) ورزشکار دو و میدانی اهل باربادوس است.